# Esim Chemicals
ESIM Chemicals GmbH ist ein Anbieter von Dienstleistungen im Bereich der kundenspezifischen Herstellung von Feinchemikalien. Das Unternehmen hat seinen Hauptsitz in Linz und beschäftigt rund 350 Mitarbeiter. ESIM Chemicals wurde 2015 gegründet und hat sich auf Synthesen von komplexen Produkten für diverse Anwendungsmärkte spezialisiert. Die Abkürzung ESIM steht für Exclusive Synthesis and Intermediates.

## Geschichte
Im Jahr 1939 wurde die Stickstoffwerke AG gegründet, die 1945 als „Austrian Nitrogen Industries“ in den Besitz der Republik Österreich überging. In den 1970er Jahren diversifizierte sich das Unternehmen hin zu Pharmazeutika und Agrochemikalien. Im Jahr 1996 wurde Chemie Linz übernommen und das Unternehmen in DSM Fine Chemicals Austria GmbH & Co KG umbenannt.
Im Jahr 2014 fusionierte die Pharmaziesparte mit Patheon zur DPx Holdings BV. Im Jahr 2015 wurde das heutige Unternehmen als ESIM Chemicals von DSM abgespalten, aber bereits 2018 an Sun European Partners verkauft. Im Jahr 2017 beschäftigte das Unternehmen noch 500 Mitarbeiter.

## Geschäftstätigkeit
Zu den Dienstleistungen von ESIM Chemicals gehören die kundenspezifische Synthese von Feinchemikalien, Prozessoptimierung und -verbesserung sowie Projekt- und Implementierungsmanagement. Die Fertigung erfolgt in Produktionsanlagen in Linz.

## Auszeichnungen und Nachhaltigkeit
Das Unternehmen hat mehrere Auszeichnungen erhalten, darunter die „Sustainability – Reduction in Climate Impact“ Auszeichnung von Syngenta Crop Protection AG und eine „Gold“-Bewertung im EcoVadis-Ranking für Nachhaltigkeit.